# Nothopsyche yamagataensis
Nothopsyche yamagataensis là một loài Trichoptera trong họ Limnephilidae. Chúng phân bố ở miền Cổ bắc.